# هنری دریانورد
شاهزاده هِنریکه دریانورد (پرتغالی: Infante Dom Henrique, o Navegador؛ زاده ۴ مارس ۱۳۹۴ درگذشته ۱۳ نوامبر ۱۴۶۰) دانشمند پرتغالی بود.او یکی از شخصیت‌های اصلی در روزهای اولیه امپراتوری پرتغال و در اکتشافات دریایی اروپا در قرن پانزدهم و گسترش دریایی به شمار می رود.هنری پس از تهیه کشتی های جدید ، مسئول توسعه اولیه اکتشافات پرتغال و تجارت دریایی با سایر قاره ها از طریق اکتشاف سیستماتیک غرب آفریقا، جزایر اقیانوس اطلس و جستجوی مسیرهای جدید بود. او پدرش را تشویق کرد تا سئوتا (۱۴۱۵)، بندر مسلمانان در سواحل شمال آفریقا و سراسر تنگه جبل الطارق از سمت شبه جزیره ایبری را فتح کند. او از ثمرات دست یابی به راه‌های تجاری صحرا که به آنجا ختم می‌شد، آگاه شد و به طور کلی مجذوب آفریقا بود.او  حامی اصلی اکتشافات پرتغالی در عصر اکتشافات در نظر گرفته می شود.